# Bad Santa
Bad Santa är en amerikansk långfilm från 2003 i regi av Terry Zwigoff, med Billy Bob Thornton, Tony Cox, Brett Kelly och Lauren Graham i rollerna.

## Handling
Willie brukar varje jul jobba som jultomte tillsammans med Marcus, en liten dvärg. Willie har stora problem med alkoholen och super större delen av sin tid. Willie och Marcus brukar varje jul söka jobb på olika varuhus runt om i USA. De får ett jobb i ett varuhus i Phoenix under juldagarna. Dock så är de inte två vanliga arbetare, utan de planerar alltid att råna varuhusen på julafton.

## Rollista
| Billy Bob Thornton | – Willie       |
| Tony Cox           | – Marcus       |
| Brett Kelly        | – The Kid      |
| Lauren Graham      | – Sue          |
| Lauren Tom         | – Lois         |
| Bernie Mac         | – Gin          |
| John Ritter        | – Bob Chipeska |
| Matt Walsh         | – Herb         |